# Tetramorium smaug
Tetramorium smaug (лат.) — вид муравьёв рода Tetramorium из подсемейства Myrmicinae (Formicidae). Назван в честь дракона Смауга из легендариума повести «Хоббит, или Туда и обратно» английского писателя Джона Р. Р. Толкина.

## Распространение
Мадагаскар. Обнаружен в горных влажных тропических лесах на высотах от 900 до 1300 м.

## Описание
Мелкие земляные муравьи; длина рабочих около 3 мм. От близких видов отличается грубыми продольными морщинками на голове и груди и передних тазиках ног, редуцированным опушением, выемчатым передним краем клипеуса, экстремально длинными проподеальными шипиками, чёрной окраской и блестящим брюшком, прямоугольной формой узелка петиоля. Длина головы рабочих (HL) от 0,99 до 1,04 мм, ширина головы (HW) 0,99—1,06 мм. Усики рабочих и самок 11-члениковые. Усиковые бороздки хорошо развиты, длинные. Боковые части клипеуса килевидно приподняты около места прикрепления усиков. Жвалы широкотреугольные с зубчатым жевательным краем. Стебелёк между грудкой и брюшком состоит из двух члеников: петиолюса и постпетиолюса (последний четко отделен от брюшка), жало развито, куколки голые (без кокона). Заднегрудка с 2 длинными острыми проподеальными шипиками. Брюшко гладкое блестящее. Включён в состав отдельного комплекса видов Tetramorium smaug species complex (вместе с T. adamsi, T. marojejy, T. latreillei, T. nazgul, T. sabatra) в составе большой видовой группы Tetramorium tortuosum-species group (в которой более 50 видов).

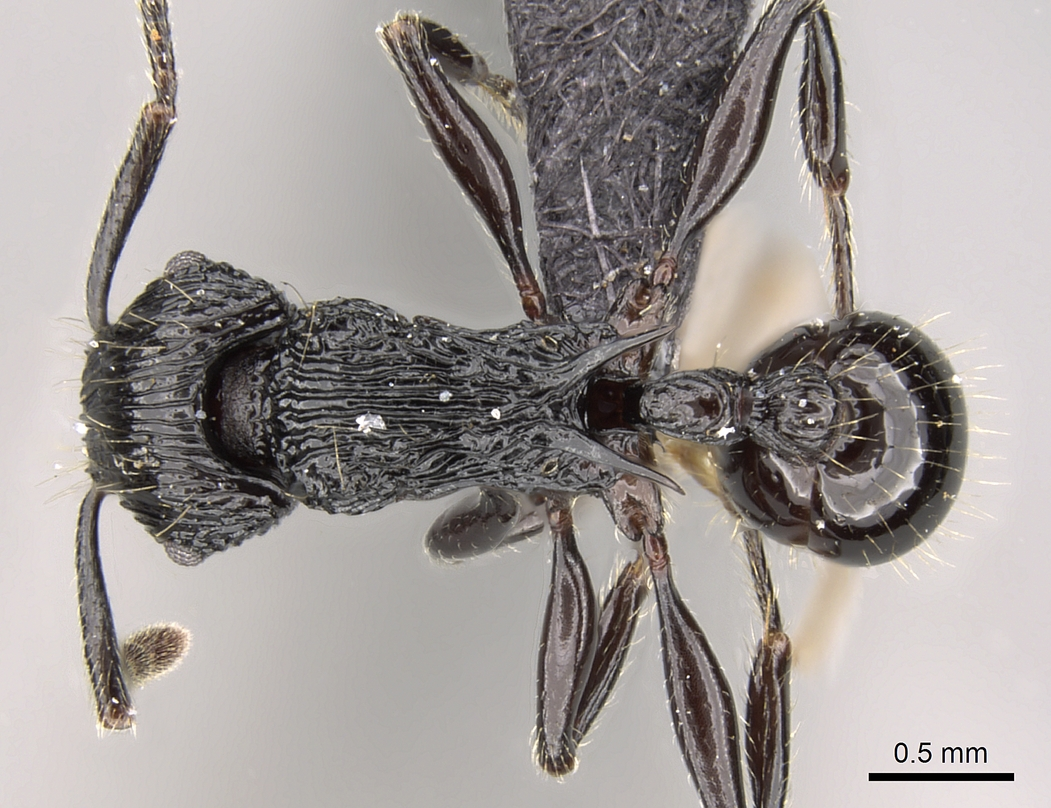
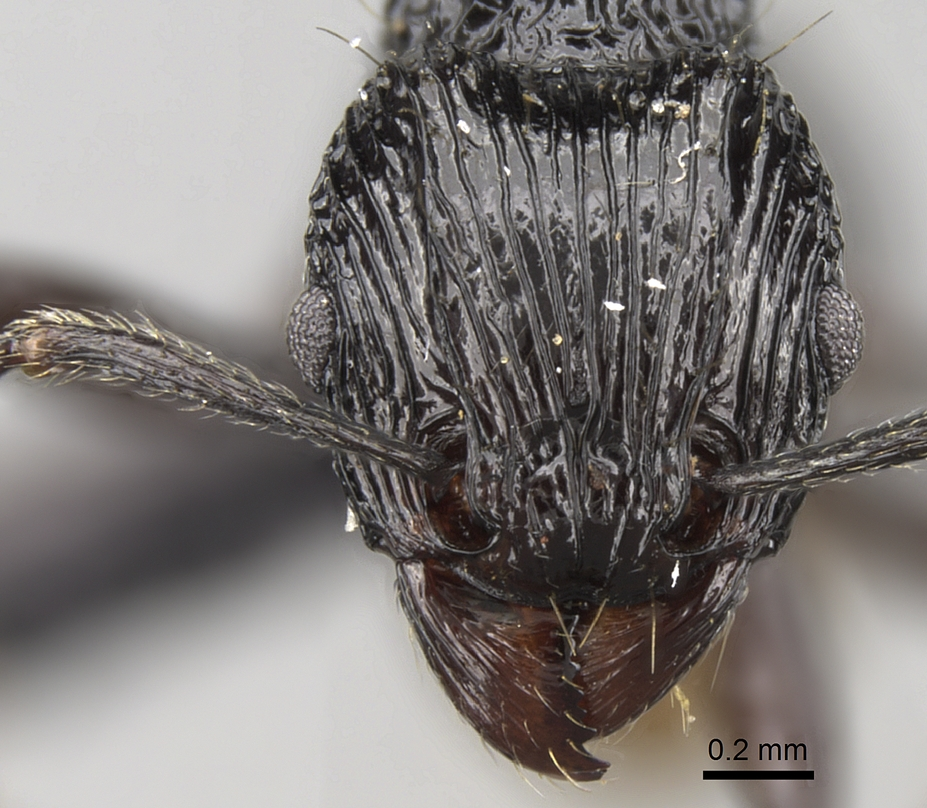